# Radu Negru

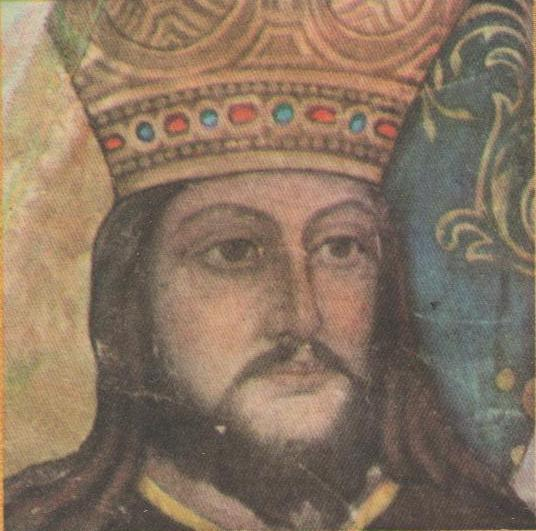
Negru Vodă

Radu Negru (Fekete Radu), vagy Radu Vodă (Radu Vajda), vagy Negru Vodă (Fekete Vajda) Havasalföldi Bojár volt. A román néphit őt tartja Havasalföld alapítójának és első uralkodójának.